# Boysenberry
Boysenberry là một loài lai giữa mâm xôi châu Âu (Rubus idaeus), blackberry châu Âu (Rubus fruticosus), dewberry Mỹ (Rubus aboriginum), và loganberry (Rubus × loganobaccus).

## Lịch sử
Nguồn gốc chính xác của boysenberry không rõ ràng, nhưng những ghi chép chắc chắn nhất cho thấy loài cây này được biết đến ngày nay là do người trồng Rudolph Boysen, người đã lấy giống cha mẹ dewberry–loganberry từ trang trại của John Lubben.
Vào đầu những năm 2000, boysenberry tươi thường chỉ được trồng để bán cho thị trường bởi các nông dân nhỏ ở California và được bán từ các trang trại và chợ địa phương. Hầu hết boysenberry được trồng thương mại, chủ yếu từ Oregon, được chế biến thành các sản phẩm khác như mứt, bánh, nước trái cây, siro và kem. Tính đến năm 2016, New Zealand là nhà sản xuất và xuất khẩu boysenberry lớn nhất thế giới.
Boysenberry là loại hương vị cho kem phổ biến và được bán rộng rãi ở Úc, trong khi trái cây này chưa từng có trong các sản phẩm khác như mứt.

## Canh tác
Kể từ năm 2007, một giống lai có tên là "Newberry" hoặc "Ruby Boysen", đã được phát triển để vượt qua những thách thức trồng trọt dẫn đến sự giảm sút phổ biến của giống boysenberry, và được tiếp thị thông qua các chợ nông sản và nhà bán lẻ ở California. Ngoài ra còn có một giống lai với marionberry được gọi là "Silvanberry" ở Úc. Được xếp vào họ dâu đen, Sylvanberry có nhiều đặc điểm thường thấy ở các giống dâu đen khác. Những cây này sống lâu năm (15 đến 20 năm), chịu được lạnh và rét tốt, dễ trồng và lan rộng.

## Đặc điểm
Boysenberry mọc trên những cây theo dấu vết, thấp và được đặc trưng bởi kết cấu mềm, vỏ mỏng và hương vị ngọt ngào.
Quả của nó là một hợp quả lớn trọng lượng 8,0 gam (0,28 oz), có hạt lớn và màu hạt dẻ đậm. Quả trưởng thành rất dễ rỉ nước và có thể bắt đầu thối rữa sau vài ngày thu hoạch.